# Merkingen (Adelsgeschlecht)

Wappen der Herren von Merkingen

Die Herren von Merkingen waren ein ritterliches Ministerialengeschlecht der Grafen von Oettingen mit Stammsitz auf der Burg Merkingen in Dorfmerkingen.

## Geschichte
Alamannische Reihengräber im Dorfmerkinger Gebiet und die Endung -ingen deuten auf ein alamannisches Dorf und einen Anführer mit dem Namen Marko hin. Es ist durchaus möglich, dass die Herren von Merkingen Nachfahren dieses Sippenführers waren.
Die älteste bekannte Person aus dem Ortsadel ist Heinrich von Merkingen, Probst des Klosters St. Georg in Augsburg. Er wird in einer Urkunde aus dem Jahr 1223 zusammen mit Sigeloch von Tannenberg erwähnt, als diese vergeblich Teile des Zehenten der Ohmenheimer Kirche fordern.
Von 1300 bis 1380 waren die Herren von Merkingen im Besitz des Dorfes Wittelshofen samt der Burg Wittelshofen.
Heinrich III. von Merkingen war von 1308 bis 1329 Abt des Klosters Neresheim.
Im Jahr 1330 wird ein Eggehardt von Merkingen zu Munningen erwähnt. Aufgrund dieser Erwähnung ist anzunehmen, dass die Merkinger, nachdem sie ihre Stammburg verließen, in Munningen im Ries beheimatet waren.
Eckard von Merkingen heiratete eine Agnes, Tochter des Albrecht von Ahelfingen und der Adelheid von Pfahlheim und hatte eine Tochter namens Anna.
Im Jahr 1403 stiftete Barbara von Merkingen mit ihrem Sohn Hermann II. von Hornburg das Kloster Anhausen bei Satteldorf.
Vom 14. Jahrhundert bis 1416 war Dennenlohe im Besitz derer von Merkingen (namentlich genannt ist Ritter Echart von Merkingen im Jahr 1346) und fiel dann an den eingeheirateten Hermann von Hornburg.

## Wappen
Das Wappen derer von Merkingen ist links ein halber Adler und rechts ein (ganzer) Löwe.